# Nitrate de fer(III)
Le nitrate de fer(III) ou nitrate ferrique est le composé chimique de formule semi-développée Fe(NO3)3. Comme il est déliquescent, il est le plus souvent trouvé sous sa forme nonahydrate, Fe(NO3)3·9H2O qui consiste généralement en des cristaux incolores à violet pâle. Ce composé est préparé en traitant du fer métallique ou des oxydes de fer avec de l'acide nitrique.

## Applications
Au laboratoire, le nitrate de fer(III) est un catalyseur de choix pour la synthèse de l'amidure de sodium à partir d'une solution de sodium dans l'ammoniac:
2 NH3 + 2 Na → 2 NaNH2 + H2
Certaines argiles imprégnées avec du nitrate ferrique se sont montrées d'excellents oxydants en synthèse organique. Par exemple, du nitrate ferrique inséré dans un réactif de Montmorillonite -A, appelé « Clayfen », a été employé pour oxyder des alcools en aldéhydes et des thiols en disulfites.
Des solutions de nitrate de fer(III) sont utilisées par les joailliers et bijoutiers pour graver l'argent ou des alliages d'argent.